# Rezerwat przyrody Choreszat zakkum Ma’oz Chajjim
Rezerwat przyrody Choreszat zakkum Ma’oz Chajjim (hebr. שמורת חורשת זקום מעוז חיים, Szemurat Choreszat zakkum Ma’oz Chajjim) – rezerwat przyrody chroniący zespół leśny drzew balsamowych w Dolinie Jordanu na północy Izraela. Leży w sąsiedztwie kibucu Ma’oz Chajjim od którego wziął swoją nazwę.

## Położenie
Rezerwat przyrody jest położony w depresji Doliny Jordanu na północy Izraela. Leży na południowy wschód od kibucu Ma’oz Chajjim i zajmuje powierzchnię 11 hektarów przygranicznego terenu przy rzece Jordan, którą przebiega granica jordańsko-izraelska. W sąsiedztwie rezerwatu znajduje się także kibuc Kefar Ruppin.

## Rezerwat przyrody
W rejonie Doliny Jordanu znajdują się skupiska drzew balsamowych. Drzewo to występuje głównie w Afryce oraz na Bliskim Wschodzie, chociaż tutejsze stanowisko uznawane jest za najbardziej wysunięte na północ miejsce występowania drzew balsamowych (pojedyncze drzewa rosną jeszcze bardziej na północ przy kibucu Geszer). W celu ich ochrony, w dniu 11 stycznia 1968 roku utworzono rezerwat przyrody nazywany gajem balsamowców Ma’oz Chajjim. Dodatkowo rosną tutaj także nieliczne palestyńskie dęby, a także roślinność trawiasta.
Obecnie trwa planowanie nowego większego rezerwatu przyrody, który objąłby swoim zasięgiem obszar badlands i osadowych skał marglowych wzdłuż rzeki Jordan. Rezerwat gaju balsamowców przy Ma’oz Chajjim byłby wówczas ścisłym rezerwatem przyrody położonym wewnątrz tego większego rezerwatu.

## Turystyka
Teren rezerwatu jest ogólnie dostępny, jednak sąsiedztwo granicy państwowej stwarza pewne ograniczenia - zakaz kąpieli i przekraczania ogrodzeń wystawionych wzdłuż ścieżek. Brak jest także jakiejkolwiek infrastruktury turystycznej.